# Salisbury Township (Illinois)
Pour les articles homonymes, voir Salisbury Township.
Salisbury Township est un ancien township du comté de Sangamon dans l'Illinois, aux États-Unis. Existant de 1861 à 1989, en 1980, le township comptait une population de 591 habitants.

## Source de la traduction
- (en) Cet article est partiellement ou en totalité issu de l’article de Wikipédia en anglais intitulé « Salisbury Township, Sangamon County, Illinois » (voir la liste des auteurs).